# 擬環
抽象代数学において必ずしも単位元を持たない環 (rng) あるいは擬環（ぎかん、英: pseudo-ring）、非単位的環（ひたんいてきかん、英: non-unital ring）は、乗法単位元の存在以外の環の公理をすべて満たすような代数的構造を言う。英語では少しおどけて、「単位元」（identity, これをしばしば 1 で表す）の無い「環」 (ring) だからということで、「rng」と呼称することもある。
環の公理に乗法単位元の存在を含めない文献もあり、この文脈では本項に云う概念は単に「環」と呼称される。また、修飾辞「非単位的」は「必ずしも単位的でない」という意味で用いられるが、本項ではその意味では専ら「擬環」を（あるいは直接的に「必ずしも」を付けて）用い、単独の「単位的」・「非単位的」を単位元の有無を強調する意味でのみ用いる（つまり、非単位的であるといった場合には実際に単位元を持たない）。

## 定義
必ずしも単位的でない環とは、集合 R に二つの二項演算、加法 "+" と乗法 "∗" が定義されていて、
- (R, +) はアーベル群、
- (R, ∗) は半群、
- 乗法は加法に対して分配的である

という条件を満足するものである。必ずしも単位的でない環としての準同型（擬環準同型）は、単位的環準同型と同様だが、単位元を保つという条件 "f(1) = 1" を要求しない。つまり、必ずしも単位的でない環の間の（擬）環準同型 f: R → S とは、R の任意の元 x, y に対して
- f(x + y) = f(x) + f(y)
- f(xy) = f(x)f(y)

を満たすものを言う。
しかし、R, S が単位元を持つ環のとき、擬環準同型 f: R → S が R の単位元 1 を S の単元 s へ写すならば、s = 1 となることは示せる。さらにこのとき、擬環準同型が R の任意の非零元を非零因子へ写すことは、1 が 1 に写ることから従う。系として、「擬環準同型が単元を単元へ写すならば、R の単位元は S の単位元へ写る」ことを得る。

## 例
もちろん、任意の単位的環は必ずしも単位的でない環の特別の場合である。単位的環にならないという意味での非単位的環の簡単な例としては、偶整数の全体に整数の通常の加法と乗法を入れたものを考えればよい。あるいは、一番下の行ベクトルが零ベクトルであるような 3-次実正方行列全体の成す環なども例となる。両者ともに、擬環の任意のイデアルが擬環になるという一般に成り立つ事実を利用した例になっている。
任意のアーベル群 A において、群演算をそのまま加法 "+" とし、新たに乗法として自明な演算すなわち任意の二元 a, b に対して ab = 0 を満たすようなものを与えれば、A は擬環になる。一般に、擬環 (R, +, ∗) は、R の任意の二元の積が加法単位元 0 に等しいとき、零環（零擬環）と呼ばれる。零環が単位元を持つ（単位的零環）ならば必ず自明環であり、故に零環の概念が特に意味を持つのは単位的環でないときである。
無限次元ベクトル空間上の線型作用素を扱う函数解析学では、単位的でない環の概念がしばしば登場する。例えば無限次元ベクトル空間 V 上の有限階（つまり dim f(V) < ∞）の線型作用素 f: V → V 全体の成す集合に、通例の如く点ごとの和と作用素の合成を積として入れたものは、擬環にはなるが単位的でない（単位元がもしあるならそれは恒等写像でなければならないが、恒等写像はこの空間に入っていない）。また、
0 に収斂する実数列全体の成す集合に、項ごとの演算を入れたものも、単位的でない擬環の例になる。
他にも、シュヴァルツ超函数論で用いられる試験函数の空間の多くは、シュヴァルツ空間のように無限遠に零点を持つ減少函数からなり（加法と乗法は点ごとの和と積で入れる）、したがって点ごとの積に関して単位元となりうる唯一の函数である「各点で値 1 をとる函数」はこの空間に入らないから、これらは非単位的である。また特に、何らかの位相空間上で定義されたコンパクト台付き実数値連続函数全体の成す集合に点ごとの和と積を入れたものは擬環になるが、台となる位相空間がコンパクトでない限り単位的環にならない。

## 性質
擬環に対するイデアルや剰余環の概念は単位的環の場合と同じ仕方で定義される。擬環のイデアルに対してそれを含む極大イデアルが必ずしも存在しないなど、単位的環論の定理は少なからず擬環に対して成立しないものがあるので、単位的環の場合と比べて擬環のイデアル論はより複雑である。

## 単位元の添加
任意の非単位的環 R に「単位元の添加」を行って単位的環 R^ にすることができる。これを実現するもっとも一般的な方法は、R に形式的な単位元 1 を追加して、1 と R の元との整係数線型結合の全体を R^ とすることである。つまり、R^ の元は適当な整数 n と R の元 r に対する
n·1 + r
の形をしている。乗法は線型に
(n1 + r1)·(n2 + r2) = n1n2 + n1r2 + n2r1 + r1r2
で定める。
より厳密を期すならば、台集合 R^ として直積集合 Z × R を取り、加法と乗法を
(n1, r1) + (n2, r2) = (n1 + n2, r1 + r2),
(n1, r1)·(n2, r2) = (n1n2, n1r2 + n2r1 + r1r2)
で定める。このとき R^ の乗法単位元は (1, 0) で与えられる。また j(r) = (0, r) で定義される自然な単射擬環準同型 j: R → R^ が存在して、以下の普遍性を示す。
「任意の単位的環 S と任意の擬環準同型 f: R → S が与えられたとき、単位的環準同型 g: R^ → S で f = g ∘ j を満たすものがただ一つ存在する」
この写像 g は g(n, r) = n·1S + f(r) とおけば得られる。この普遍性の意味で R^ は R を含む「もっとも一般の」環である。
また、(n, r) を n へ写す自然な全射単位的環準同型 R^ → Z が存在して、その核は R^ における R の像となるが、j が単射ゆえ R が R^ に（両側）イデアルとして埋め込まれること、および剰余環 R^/R が Z に同型となることが確かめられる。即ち、
「任意の擬環はある単位的環のイデアルであり、単位的環の任意のイデアルは擬環である」。
ここで j 決して全射にならないことに注意が必要である。これはつまり、R がもともと単位元を持つ環であったとしても、得られる単位的環 R^ というのは R のものとは異なる新しい単位元を持ったより大きな環になる（R の単位元は R^ においてはもはや単位元でない）ということを意味する。
擬環に対する単位元の添加の過程を圏論的に定式化することもできる。すべての単位的環と単位的環準同型のなす圏（単位的環の圏）を Ring, すべての擬環と擬環準同型の成す環（擬環の圏）を Rng で表せば、環の圏 Ring は擬環の圏 Rng の（充満でない）部分圏で、上記 R^ の構成（単位元添加）は包含函手 I: Ring → Rng の左随伴になる。これはつまり、単位的環の圏 Ring は反射子 j: R → R^ を備えた Rng の反射的部分圏であるということである。

## 単位元類似の概念
擬環を扱う文脈において、単位元を持つという条件よりは弱いが同等程度に一般な性質というのがいくつか存在する。例えば、
冪等元を十分豊富に持つ環擬環 R が「冪等元を十分豊富に持つ」とは、R の冪等元からなる部分集合 E（つまり E の各元 e は e2 = e を満たす）で、E は直交系（つまり E の二元 e, f が e ≠ f ならば ef = 0）かつ{\displaystyle R=\bigoplus _{e\in E}eR=\bigoplus _{e\in E}Re}となるようなものが取れることを言う。
局所単位元を持つ環擬環 R が「局所単位元 (local unit) を持つ」とは、R の如何なる有限集合 r1, r2, …, rt に対しても、e2 = e を満たす R の元 e が存在して、各 i に対して eri = ri = rie となるときに言う。
s-単位的な環擬環 R が「s-単位的」であるとは、R の任意の有限集合 r1, r2, …, rt ごとに、各 i に対して sri = ri = ris を満たす R の元 s が取れることをいう。
堅固な環擬環 R が「堅固」(firm) であるとは、r ⊗ s ↦ rs で定まる標準準同型{\displaystyle R\otimes _{R}R\to R}が同型となることを言う。
冪等環擬環 R が「冪等環」(irng) であるとは、R2 = R を満たすことを言う。つまり、R の各元 r に対して{\displaystyle r=\sum _{i}r_{i}s_{i}}を満たす R の元 ri, si が取れることをいう。
などを挙げることができる。これらが単位元を持つことよりも弱い性質であることや、後へ行くほどより緩い制約条件となっていることを確かめることは難しくない。
- 単位的環が十分豊富に冪等元を持つことは E = {1} とすればよい。
- 冪等元を十分豊富に持つ非単位的環には例えば、有限個の例外を除く全ての成分が 0 であるような体上の無限次行列全体の成す環が挙げられる。主対角成分のただ一つの成分だけが 1 で他は全部 0 であるような行列がこの環の直交冪等系になる。
- 冪等元を十分豊富に持つ環が局所単位元を持つことは、直交冪等系の有限和が局所単位元の定義を満たすことを見ればよい。
- 局所単位元を持つ環が s-単位的であること、s-単位的環が堅固であること、堅固な環が冪等環であることはいずれも明らかであろう。